# Хиггинс, Джо
Джо Хи́ггинс (ирл. Seosamh Ó hUiginn, Joe Higgins; 20 мая 1949, Лиспол, графство Керри) — ирландский политик, один из лидеров троцкистской Социалистической партии (секция Комитета за рабочий интернационал), бывший депутат Европейского парламента.

## Биография
В 1960-х годах Джо Хиггинс учился в католической семинарии в штате Миннесота в США. В это время он включился в движение против войны во Вьетнаме, после чего оставил школу. После возвращения в Ирландию, он изучал английский и французский языки в Университетском колледже Дублина. Затем работал преподавателем.
В колледже Хиггинс вступил в Лейбористскую партию, в которой принадлежал к радикальной фракции (троцкистской тенденции «Милитант», следовавшей тактике энтризма). В 1989 году он был исключен из Лейбористской партии. В 1996 году Хиггинс стал одним из основателей и лидеров Социалистической партии, ирландской секции Комитета за рабочий интернационал.
В 1997—2007 годах являлся депутатом Дойл Эрэн от Социалистической партии. Будучи действующим депутатом, в 2003 году в ходе кампании против обложения граждан налогом на вывоз мусора был (наряду с однопартийкой Клэр Дэли) на месяц заключён в тюрьму.
По итогам европейских выборов 2009 года, вдвое улучшив свой результат по сравнению с выборами 2004 года и получив более 50 тысяч голосов, стал депутатом Европейского парламента. Входил во фракцию Европейские объединённые левые/Лево-зелёные севера в Европарламенте. В 2011 году его в качестве одного из евродепутатов от Дублина сменил однопартиец Пол Мёрфи, когда Хиггинс вновь был избран в Дойл Эрэн. В ирландском парламенте он заседал до 2016 года, представляя Объединённый левый альянс и Альянс против мер жёсткой экономии—Люди важнее прибыли, в которые входила Социалистическая партия.